# Онс (село)
Онс (фр. Ance) насеље је и општина у југозападној Француској у региону Аквитанија, у департману Атлантски Пиринеји која припада префектури Олорон Сен Мари.
По подацима из 2011. године у општини је живело 237 становника, а густина насељености је износила 23,42 становника/km². Општина се простире на површини од 10,12 km². Налази се на средњој надморској висини од 252 метара (максималној 581 m, а минималној 244 m).

## Демографија
| 1962. | 1968. | 1975. | 1982. | 1990. | 1999. | 2011. |
| ----- | ----- | ----- | ----- | ----- | ----- | ----- |
| 186   | 186   | 166   | 183   | 226   | 215   | 237   |

График промене броја становника у току последњих година